# Маршфілд (округ Фон-дю-Лак, Вісконсин)
Маршфілд (англ. Marshfield) — місто (англ. town) в США, в окрузі Фон-дю-Лак штату Вісконсин. Населення — 1123 особи (2020).

## Демографія
Згідно з переписом 2010 року, у місті мешкало 1138 осіб у 422 домогосподарствах у складі 325 родин. Було 497 помешкань
Расовий склад населення:
| - 98,3 % — білих - 0,2 % — чорних або афроамериканців - 1,0 % — осіб інших рас |

До двох чи більше рас належало 0,5 %. Частка іспаномовних становила 1,0 % від усіх жителів.
За віковим діапазоном населення розподілялося таким чином: 19,2 % — особи молодші 18 років, 59,0 % — особи у віці 18—64 років, 21,8 % — особи у віці 65 років та старші. Медіана віку мешканця становила 47,5 року. На 100 осіб жіночої статі у місті припадало 95,2 чоловіків;  на 100 жінок у віці від 18 років та старших — 92,1 чоловіків також старших 18 років.
Середній дохід на одне домашнє господарство  становив 78 635 доларів США (медіана — 74 167), а середній дохід на одну сім'ю — 90 321 долар (медіана — 88 500). Медіана доходів становила 55 000 доларів для чоловіків та 42 109 доларів для жінок. За межею бідності перебувало 3,1 % осіб, у тому числі 4,4 % дітей у віці до 18 років та 1,1 % осіб у віці 65 років та старших.
Цивільне працевлаштоване населення становило 521 особа. Основні галузі зайнятості: освіта, охорона здоров'я та соціальна допомога — 24,4 %, виробництво — 21,9 %, будівництво — 13,1 %, роздрібна торгівля — 11,9 %.